# Paratoxotus farinosus
Paratoxotus farinosus är en skalbaggsart som beskrevs av Leon Fairmaire 1902. Paratoxotus farinosus ingår i släktet Paratoxotus och familjen långhorningar.
Artens utbredningsområde är Madagaskar. Inga underarter finns listade i Catalogue of Life.